# Mohai Ágnes víz
A Mohai Ágnes ásványvíz forrása Fejér vármegyében, a Bakony lábánál Moha településen található.
Moha Fejér vármegye központi részén Székesfehérvártól északra, Székesfehérvár és Mór közötti vonalon a Móri-árokban helyezkedik el, a Mezőföld szélén. Tájjellegét tekintve síkság.
A Mohai Ágnes forrás a Bakony és a Vértes közötti 2–4 km széles árok déli kapujában található. A terület nagy része magas talajvízállású, ismert vagy rejtőzködő forrásokkal.

## Története

### Az ásványvíz története a 13-15. században
A település első írásos oklevele 1243-ból való, ahol a birtok egy része malomhellyel együtt 12 márkáért eladásra került. Az ezt követő években Moha, mint birtok, számos alkalommal cserélt gazdát. A mohai vízre nézve első írásos emlékünk 1374-ből maradt fenn. Imre nádor elrendelte számos falu, köztük Moha, határjárást és erre vonatkozóan a jelentés tételét. Ebben a jelentésben kerül említésre határjelként a mohai határban lévő „Áldou kuth, a mely kutat a mohai lakosok elrontottak és betemettek.” A fennmaradt iratok alapján nem lehet pontosan beazonosítani, hogy hol volt régen a kút vagy kutak. Mindenesetre ezek az írásos emlékek ékes bizonyítéka annak, hogy a XIV. században lehetett több kút, melynek vegyelemi tartalma, jótékony hatása és gyógyereje kapcsán a köznyelv Áldó kútnak nevezte.

### Az ásványvíz története a 16-18. században
Moha az 1543-as Székesfehérvár törökök általi elfoglalás után, valamint a vármegye törökjárom alá kerülése kapcsán elhagyatottá vált. A községre 1572-ben tértek vissza lassan a telepesek. A törökök a vidékről 1688-ban vonultak el végleg. A megye, a működését 1692-ban kezdte meg újra, Mohát ekkor már, mint lakott és adófizető községként említik.
1707. évi levéltári adatok alapján, a törökök elvonulása után zsoldos katonák sarcolták és dúlták fel a környező településeket. Moháról számos ökröt és marhát hajtottak el, aminek kapcsán több település együtt Moha is pusztává vált. Az 1720-as évben a conscriptio során, a település már újra lakott, a nevek alapján nagy valószínűséggel a községet tiszta magyar lakosság lakta. 1750-ben Moha tulajdonosa a hírneves költő Amade László báró.
Bél Mátyás(1684-1749) szlovák és magyar író, evangélikus lelkész, történet- és földrajztudós a Notitia Hungariae novae historico-geographica-ban („Az új Magyarország történeti-földrajzi ismertetése”) tesz említést Moháról és a mohai vízről: „ Moha község határában savanyúvíz, több századok óta elrejtve és eltemetve volt, de a földbirtokos gróf Amade Taddé, saját költségével és buzgó igyekezetével 1732. évben néphagyomány nyomán kutatva azt a szántóföldek közt feltalálta s közhasználatra felnyittatta, némelyek a füredi mások a selter/s/i vízhez hasonlónak találják.”

### Az ásványvíz története a 19. században
A 19. század elején Pészaki Bajzáth György András Moha akkori birtokosa „nem messze a mostani indóház fölött, 5 ölnyi mélységben fekvő forrást megásatta, azt faragott kövekkel kirakatá s melléje vendégházat építtetett, sétányt ültetett, annak használatát a község számára megnyitá, miáltal Moha főleg a közel vidékiek számára, látogatott múlatóhelylyé vált”.
A mohai víz első ismert vegyelemzése 1810-ben készült, amit a „Dissertatio de Terrae Motu in genere a cin Specie Morensi Annó 1810.die 14. januarii orto”-ban tették közzé 1814-ben, melyet Kitaibel Pál (1757-1817) és Tomtsányi Ádám (1755-1831) pesti egyetemi tanárok írtak. Az 1810-es móri földrengés Magyarország egyik legjelentősebb károkat okoz földrengései közé tartozott, mely a Richter-skála szerint 5.4-es erősségű volt. Ennek kapcsán Kitaibel Pál és Tomtsányi Ádám számos tanulmányt végeztek, amelyben részletesen leírják a bodajki, a duzzógi és a mohai savanyúvízet. A mohairól így nyilatkoznak: „Igazi savanyú víz, a sok szénsav mellett egyéb alkotót is tartalmaz. A kút, melyből meríttetik harmadfél öl mély és fenekén apró kékes kövecs jelenik meg, belől egymásba illesztett gerendákkal négyszögben van kirakva, a vizet nem egy, hanem több érből kapja...„
A 19. század első évtizedeiben Pészaki Bajzáth György András köszönhetően Moha (település) nagy látogatottságnak örvendett. Fejér vármegye számos helyéről jöttek a kellemes ízű víz élvezésére és mulatni. A község olyannyira közkedvelt mulatóhellyé vált, hogy még szini előadást is rendeztek. A politikai életben beállt feszült hangulat kapcsán a környék lassanként elhagyatottá vált. Maga a forrást elhanyagolták a vendégház a sétánnyal együtt rommá változott. Így a mohai víz lassan eltűnt a szereplés színpadáról.
A feledés homályába merült savanyúvízről egyes tudós lexikonokban jelent meg röviden a vegyelemzés és kisebb leírás. Az 1836-ben lipcsei „Universal Lexikon für pract. Medicin und Chirurige”című kiadvány a „Aquae minerales” kötetében utal a savanyúvízre, amely tiszta, gyöngyözik, borral keverhető és a már korábbról ismertetett 7 kémiai alkotót sorolja fel. Megállapítja, hogy előnyös a májra és hatásos a gyomor- és a bélgyengeségre. Fényes Elek 1851-ben „Geographiai szótárá”-ban az alábbiakat írta: „Keletfelé a falutól találtatik egy savanyúvíz-forrás, melly mellé már vendég- és fördőszobák is épültek”. A két évvel később megjelent Lengyel Dániel monográfiája további adatokat közöl az ásványvízről: így a kutat 5 ½ öl mélységűnek találja, amely három érből folyik össze. A leírás szerint a víz „tiszta, szagtalan, savanykás összehúzó ízű, a bort feketére festi, s vasas csapadékot képez”. Összetétele egy „pesti pintben” mérve az alábbi:
- Kénsavas szikéleg:                        2,00 szemer
- Szikhalvag:                               2,00    „
- Szénsavas szikéleg:                       1,10    „
- Szénsavas mészéleg:                      17,00    „
- Szénsavas keseréleg:                      6,00    „
- vasélecs:                                 0,83    „
- Kovaföld:                                 1,40    „
- összesen :                          30,33 szemer
- Szabad szénsavany:                       27,00 k.. hüvelyk

A kémiai összetétel alapján „égvényes, vasas savanyúvíz”-nek minősült az ásványvíz. Foglalkozik a leírás a gyógyhatásával is. Eszerint „használ a máj-, a verőérrendszer zsongtalanságon alapuló dugulásaiban, valamint más gyengeségből származó betegségekben.” Belsőleg és külsőleg egyaránt használják, és a vendégek részére fürdőszobák állnak rendelkezésre. 1876-ban Stutgarti „Die Baeder, Quellen Curorte Europa’s von Dr. I. Hirschenfeld und Dr. Wilh. Pichler” is foglalkozik a vízzel, de a csak 1836-as Lipcsei leírást másolta át.
Wachtel Dávid orvos az akkori belügyminisztertől, megbízást kapott Alexander von Bach-tól a magyarországi ásványvizek és fürdők felmérésére. A német nyelvű monográfia (1851) 117. oldalán a mohai ásványvízzel kapcsolatban is vannak leírások, bár ezek semmi újat nem közölnek. Számos új kutató foglalkozott a mohai savanyúvízzel: Bernáth József (1833-1893) kémia tanár térképén (1881) feltünteti Mohát, Chyzer Kornél orvos az Ágnes kútfúrással történő feltárását, létesítését és eredményét foglalta össze, Boleman István (1839–1905) 1887-ben és 1896-ban megjelent monográfiájában is Lengyel Béla sókban kifejezett vegyelemzését tette közzé, de új adattal nem tudták gazdagítani az ásványvízről szóló ismertetésüket.
A mohai kút új korszaka a néhai Pészaki Bajzáth György András halálával kezdődött. Végrendeletében 1869-ben az iszkaszentgyörgyi uradalomból elszakítva a mohai uradalmat, egyik lányának, özvegy pázmándi Kempelen Gyulánénak báró Bajzáth Ágnesnek adta, akinek egyetlen örököse Kempelen Imre volt.
A mohai savanyúvíz életében az új időszámítás valójában 1878-ban kezdődött, amikor is Kempelen Imre a mohai parkjában létesítendő halastó fenntartására artézi kutat fúratott. A fúró 3 ujj átmérőjű és 39 öl s 5 lábnyi mélységre hatolt a földbe, ahonnan lágy víz szivárgott fel. A télire leállított munkák miatt a kút beiszapolódott és ezért tavasszal újra kellett fúratni. A furat 6 ujj átmérővel került újra fúrásra, aminek kapcsán 20-26 öl között savanyú víz forrás folytonos bugyogás közt jelent meg a felszínen. A tulajdonos Kempelen Imre elsőre elkeseredett a természet e nem keresett bő adománya miatt, de minekután a víz ereje, kellemes íze, tisztasága és bősége a szakértőket által olyan nagyon dicsérve volt, arra az elhatározásra jutott, hogy eme kincset nem szabad, hogy továbbra is elrejtve maradjon. Miután a fúrás ismételten tönkrement, a tulajdonos kihívta Zsigmondy Vilmost, aki a parkon kívül, annak déli sarka mellett újabb fúrást javasolt. Itt 1879. évi télen jött elő az előbbinél még erősebb savanyúvíz, melynek nyílásába a felső édes források kizárására, 15 öl 4 láb hosszú vörösfenyő csövet helyeztek le. A kút ekkor percenként 6 liter vizet adott és „saját nyomásával folyt ki”, így tehát pozitív volt. Kempelen Imre édesanyja Bajzáth Ágnes után „Ágnes forrás” nevet adta a kútnak. Később festett vörösfenyőből készült, vizet öntő szobor alakjával is maradandóan megörökíttette a kutat. Ez a szobor ma a székesfehérvári Szent István király Múzeum egyik szép kiállítási darabja.
A tulajdonos a savanyúvíz vegyelemzésének elvégzésére Lengyel Béla m. kir. budapesti műegyetemi tanárt kérte fel és rövidesen orvosi vélemény is kialakult róla, s ennek hatására megrendelésekkel árasztották el a kút tulajdonosát. A nagy érdeklődésre való tekintettel azután 1880-ban felépült a palackozó és megindult a termelés.
Nem szabad arról sem megfeledkezni, hogy ez a kiváló minőségű ásványvíz számos elismerésben és kitüntetésben részesült. Kempelen Imre részt vett a budapesti 1896-os millenniumi ünnepségeken, hogy az „Ágnes forrás”-nak nevezett üdítőitalt népszerűsítse. Ki is tüntették Kempelen Imrét és az ő Ágnes forrását a legmagasabb előkelőségek úgymint Ferenc József császári és apostoli király Ő Felsége, VII. Eduárd brit király, Milán szerb király… és hogy ezen látogatok meg is legyenek örökítve, Kempelen Imre hódolattal kérte látogatóit, hogy a vendégkönyvbe nevüket nagy tisztelettel jegyezzék be. A történelmi nevezetességű pavilon a mohai parkerdőben került elhelyezésre.

### A Mohai Ágnes ásványvíz története a 20-21. században
A nagy fellendülés időszaka Kempelen Imre halálával (1906) befejeződött. A „Kútkezelőséget” az örökösök vették át, de a Kempelen-család az 1920-as évek elején kihal. Az 1909. évi 6637. sz. alispáni határozat szerint a palackozó és valószínűleg egyéb terület is gróf Pappenheim Siegfried birtokába kerül, a palackozót pedig előbb a Török József Rt., majd az Édeskuty Lajos Ásványvíz Kereskedelmi R.T. bérelte.
Az államosítás után 1949-ben a Gyógyvíztermelő Nemzeti Vállalat vette át az üzemet, majd 1951-től a Gyógyvíztermelő és Értékesítő Vállalat, 1963-tól a Gyógyáruértékesítő Vállalat kezelésében volt. A Fejér megyei Szesz- és Szikvízipari Vállalat (Székesfehérvár) 1970-ben folytatta a palackozó üzemeltetését.
Az Ágnes-forrás a második világháború után többször szorult javításra és tisztításra. Az 1970-es években oly mértékben megsokasodtak a kút műszaki problémái, hogy az akkori üzemeltető hidrogeológiai szakvélemény elkészítésére kérte fel a Vízkutató és Fúró Vállalatot (VIKUV). A vizsgálat megállapította, hogy a kút paraméterei a jelentősen megváltoztak, ezért egy új kút fúrását javasolták a majd szász éves kúttól mintegy 25 méterre, 40 méteres mélységben. A kivitelezésre 1975-ben került sor és ettől kezdve ez a kút látta el a palackozót elegendő mennyiségű ásványvízzel addig, amíg 2006-ban a III. sz. kút minősítését az Országos Gyógyhelyi és Gyógyfürdőügyi Főigazgatóság (OGYFI) nem adta ki.
A palackozó 1977-ben beolvadt a Szabadegyházi Szeszipari Vállalatba, 1982-től pedig a sárkeresztesi Előre Mezőgazdasági Termelőszövetkezet (MgTsz) kezelésébe került. Az 1999-ben kezdődött privatizáció a palackozót is érintette, s 2000-ben a többségi tulajdonú Karsai Holding Rt. megalapította a Mohai Ágnes Ásványvíz-kereskedelmi és Forgalmazó Kft.-t. 2005-ben már egy új tulajdonos, az Universal Foods Kft. végezte az ásványvíz termelését. 2007-ben megalapították a „MOHAI 1374” Ásványvízkitermelő és Kereskedelmi Korlátolt Felelősségű Társaságot, mely ellen felszámolás indult meg 2008 áprilisában.
Felszámoló bizottság Novum Zrt., mely számos alkalommal próbálta nyílt pályázat útján értékesíteni a 8042 Moha 026/1. és 026/2. hrsz. – ipartelep, saját használatú út megnevezésű, 1/1 tulajdoni hányadú ingatlant a területén található 2 db minősített vizet adó víznyerőhellyel, valamint az ott található tárgyi eszközökkel és készletekkel sikertelenül.
Az Ágnes forrás új gazdára talált 2015-ben és az új tulajdonos és üzemeltető az Ágnes Forrás Mohai Kft. A palackok egy új autentikus designt kaptak, mellyel a cég a forrás évszázados nemesi múltjának kíván emléket állítani.

## Összetétele

### Mohai Ágnes
- Kalcium: 339 mg/l
- Magnézium: 67 mg/l
- Hidrogén-karbonát: 1452 mg/l
- Kálium: 11,4 mg/l
- Nátrium: 21 mg/l
- Nitrit: 0 ;mg/l
- Nitrát : 0 ;mg/l
- Összes oldott ásványianyag-tartalom: 1993 mg/l

Jótékony hatása:
Hidrogén-karbonátos jellege miatt a sav-bázis egyensúly létrehozásában, a gyomorsav-túltermelődés közömbösítésében, gyomor-bélgyulladásban hatékonyan alkalmazható. Alacsony nátriumtartalma miatt fogyasztása kiválóan alkalmas magas vérnyomás fennállta esetén.

## Elismerések
| Évszám | Hely     | Verseny                              | Eredmény          |
| ------ | -------- | ------------------------------------ | ----------------- |
| 1880   | Grác     | Országos Kiállítás                   | Elismerő oklevél  |
| 1882   | Trieszt  | Országos Kiállítás                   | Bronz érem        |
| 1883   | Bécs     | Nemzetközi Gyógyszerészeti Kiállítás | Ezüst érem        |
| 1884   | Torontál | Gazdasági Kiállítás                  | Ezüst díszoklevél |
| 1885   | Budapest | Országos Kiállítás                   | Nagy érem         |
| 1888   | Brüsszel | Nemzetközi Kiállítás                 | Arany érem        |